# Leichtathletik-Europameisterschaften 1990/Diskuswurf der Männer

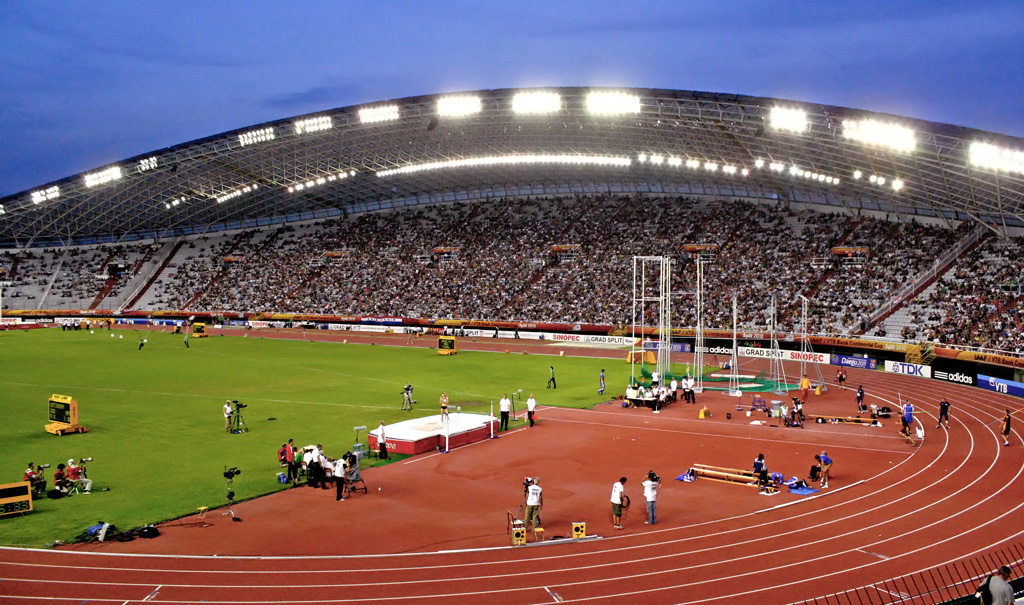
Das Stadion Poljud von Split im Jahr 2010

Der Diskuswurf der Männer bei den Leichtathletik-Europameisterschaften 1990 wurde am 31. August und 1. September 1990 im Stadion Poljud in Split ausgetragen.
Europameister wurde der DDR-Werfer Jürgen Schult, der mit seinem WM-Titel von 1987, seinem Olympiasieg von 1988 und seinem Weltrekord die Diskuswurfszene der letzten drei Jahre dominiert hatte. Den zweiten Rang belegte der Niederländer Erik de Bruin. Bronze ging an den nach vielen Repressalien aus der DDR in die Bundesrepublik Deutschland übergesiedelten Wolfgang Schmidt, der inzwischen für die Bundesrepublik Deutschland startberechtigt war. Wolfgang Schmidt hatte 1976 Olympiasilber gewonnen und war 1978 Europameister geworden.

## Bestehende Rekorde
| Weltrekord           | 74,08 m | Jürgen Schult | Neubrandenburg DDR (heute Deutschland) | 6. Juni 1986    |
| Europarekord         | 74,08 m | Jürgen Schult | Neubrandenburg DDR (heute Deutschland) | 6. Juni 1986    |
| Meisterschaftsrekord | 67,08 m | Romas Ubartas | EM Stuttgart, BR Deutschland           | 31. August 1986 |

Der bestehende EM-Rekord wurde bei diesen Europameisterschaften nicht erreicht. Die größte Weite erzielte der für die Bundesrepublik Deutschland startende spätere Bronzemedaillengewinner Wolfgang Schmidt in der Qualifikation mit 64,84 m, womit er 2,24 m unter dem Rekord blieb. Zum Welt- und Europarekord fehlten ihm 9,24 m.

## Legende
Kurze Übersicht zur Bedeutung der Symbolik – so üblicherweise auch in sonstigen Veröffentlichungen verwendet:
| NM  | keine Weite (no mark) |
| ogV | ohne gültigen Versuch |

## Qualifikation
31. August 1990
22 Wettbewerber traten in zwei Gruppen zur Qualifikationsrunde an. Sieben von ihnen (hellblau unterlegt) übertrafen die Qualifikationsweite für den direkten Finaleinzug von 62,00 m. Damit war die Mindestzahl von zwölf Finalteilnehmern nicht erreicht. Das Finalfeld wurde mit den fünf nächstplatzierten Sportlern (hellgrün unterlegt) auf zwölf Werfer aufgefüllt. So reichten für die Finalteilnahme schließlich 60,40 m.

### Gruppe A

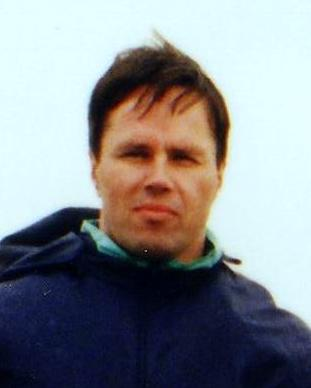
Svein Inge Valvik verpasste das Finale mit seinen 60,34 m um nur sechs Zentimeter
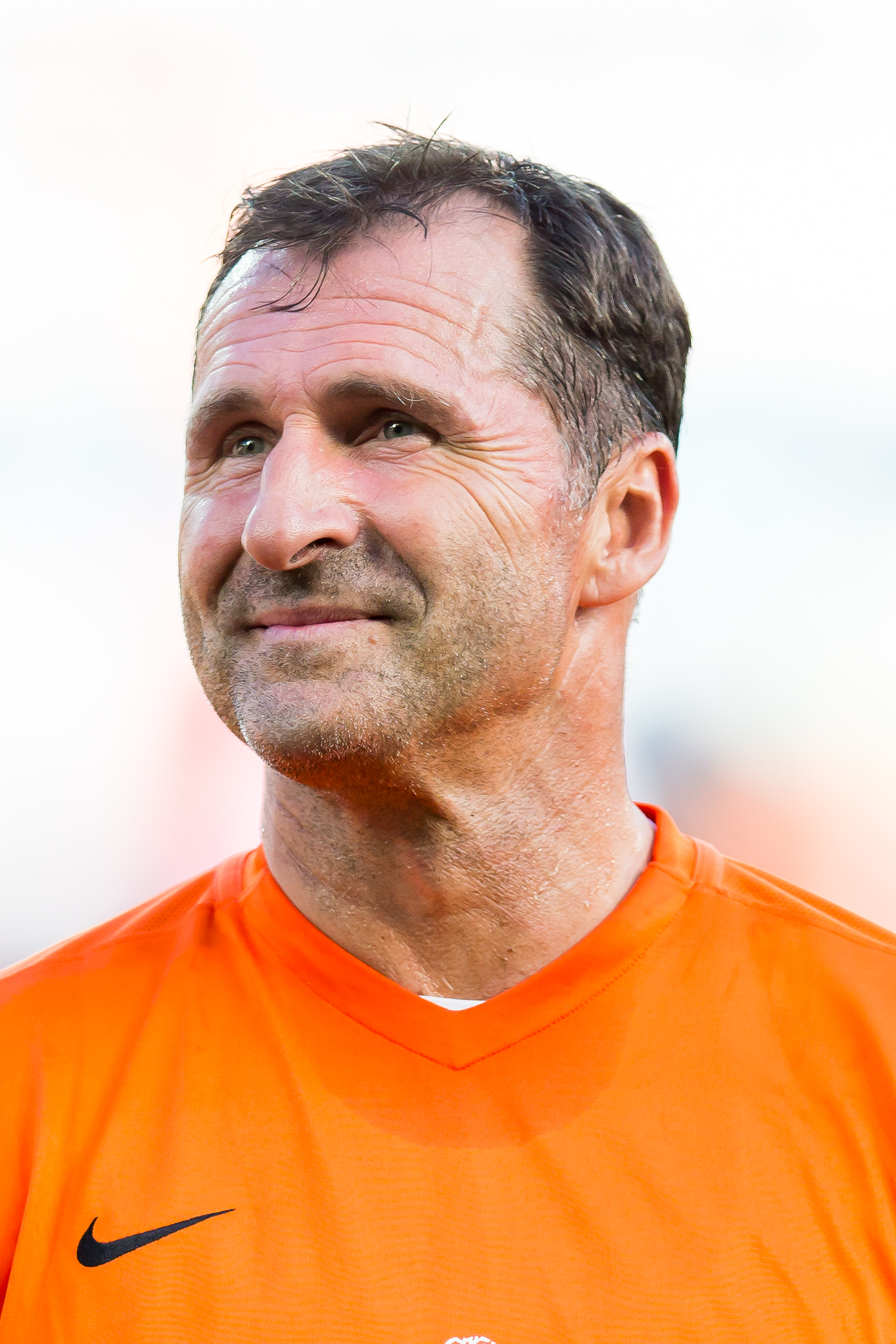
Lars Riedel (Foto: 2016) – hier am Beginn einer großen Karriere – schied in der Qualifikation aus

| Platz | Name                  | Nation           | Weite (m) |
| ----- | --------------------- | ---------------- | --------- |
| 1     | Attila Horváth        | Ungarn           | 62,90     |
| 2     | Rolf Danneberg        | BR Deutschland   | 62,86     |
| 3     | Romas Ubartas         | Sowjetunion      | 62,70     |
| 4     | Imrich Bugár          | Tschechoslowakei | 61,68     |
| 5     | Stefan Fernholm       | Schweden         | 61,52     |
| 6     | Vésteinn Hafsteinsson | Island           | 60,40     |
| 7     | Svein Inge Valvik     | Norwegen         | 60,34     |
| 8     | Lars Riedel           | DDR              | 59,28     |
| 9     | Marco Martino         | Italien          | 59,02     |
| 10    | Raimo Vento           | Finnland         | 57,32     |
| 11    | Kamen Dimitrow        | Bulgarien        | 56,56     |
| NM    | Dragan Mustapić       | Jugoslawien      | ogV       |

### Gruppe B
| Platz | Name             | Nation           | Weite (m) |
| ----- | ---------------- | ---------------- | --------- |
| 1     | Wolfgang Schmidt | BR Deutschland   | 64,84     |
| 2     | Alois Hannecker  | BR Deutschland   | 64,14     |
| 3     | Erik de Bruin    | Niederlande      | 63,76     |
| 4     | Jürgen Schult    | DDR              | 62,50     |
| 5     | Géjza Valent     | Tschechoslowakei | 61,52     |
| 6     | Wassil Kapzjuch  | Sowjetunion      | 61,04     |
| 7     | Luciano Zerbini  | Italien          | 59,94     |
| 8     | Mika Muukka      | Finnland         | 58,40     |
| 9     | Nikolai Kolew    | Bulgarien        | 58,02     |
| 10    | Abi Ekoku        | Großbritannien   | 53,80     |

## Finale
1. September 1990
| Platz | Name                  | Nation           | Weite (m) |
| ----- | --------------------- | ---------------- | --------- |
| 1     | Jürgen Schult         | DDR              | 64,58     |
| 2     | Erik de Bruin         | Niederlande      | 64,46     |
| 3     | Wolfgang Schmidt      | BR Deutschland   | 64,10     |
| 4     | Wassil Kapzjuch       | Sowjetunion      | 63,72     |
| 5     | Romas Ubartas         | Sowjetunion      | 63,70     |
| 6     | Rolf Danneberg        | BR Deutschland   | 63,08     |
| 7     | Imrich Bugár          | Tschechoslowakei | 62,36     |
| 8     | Attila Horváth        | Ungarn           | 62,08     |
| 9     | Géjza Valent          | Tschechoslowakei | 60,30     |
| 10    | Alois Hannecker       | BR Deutschland   | 60,04     |
| 11    | Stefan Fernholm       | Schweden         | 58,18     |
| 12    | Vésteinn Hafsteinsson | Island           | 57,36     |

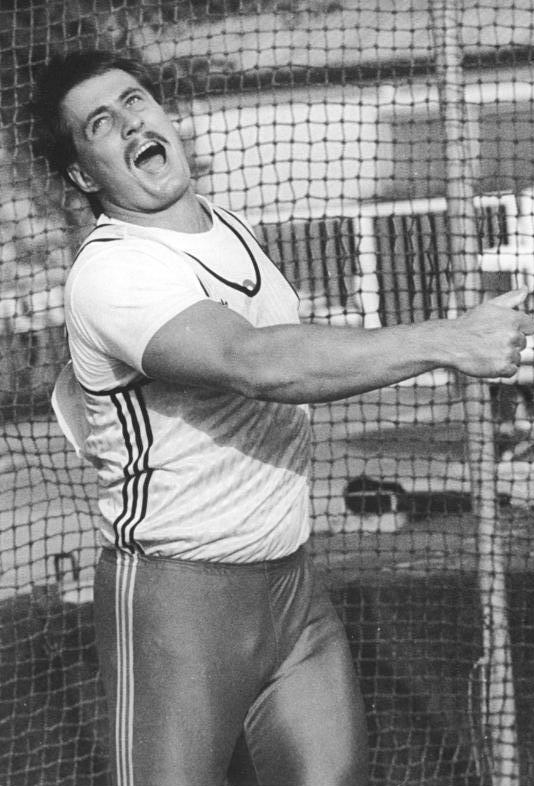
Der amtierende Weltmeister, Olympiasieger 1988 und Weltrekordinhaber Jürgen Schult setzte hier seine Siegesserie fort

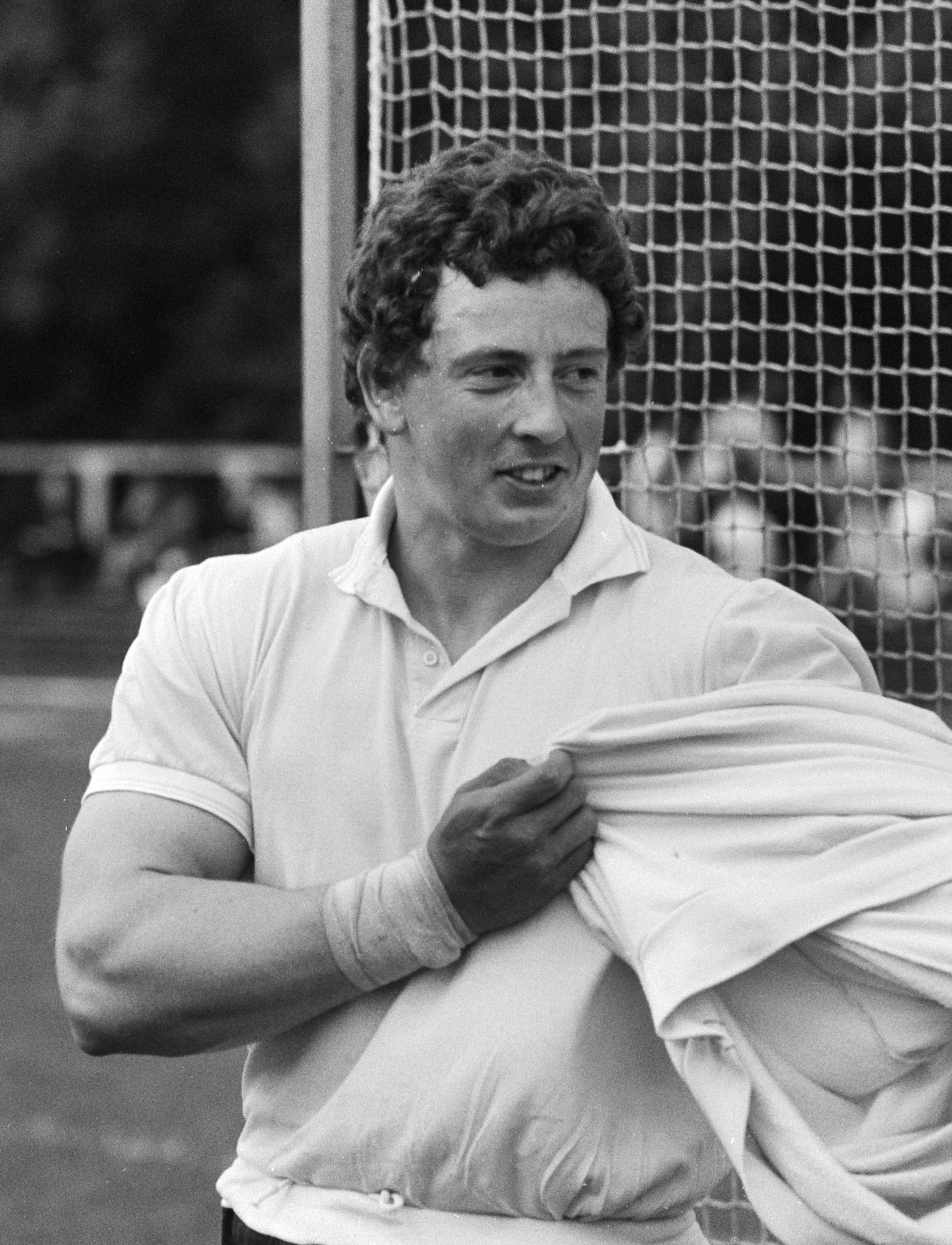
Silbermedaillengewinner Erik de Bruin – 1986 war er  EM-Sechster geworden
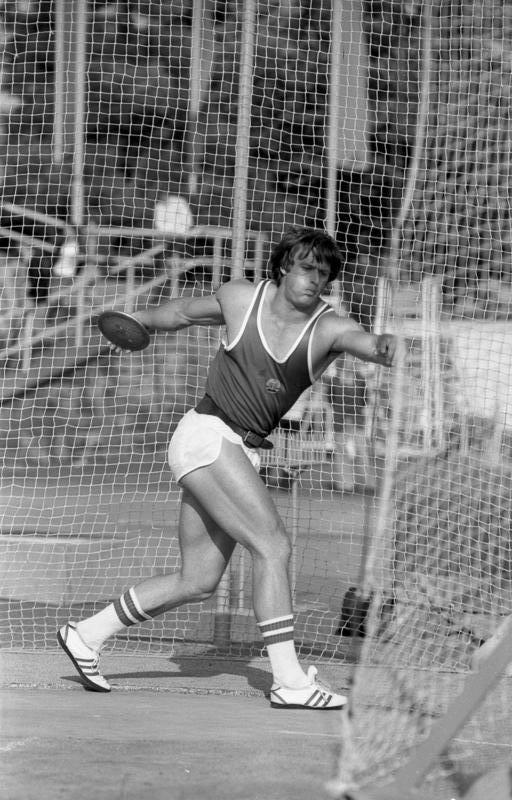
Wolfgang Schmidt, nach langen Jahren Leidens unter Repressalien in der DDR[1], gewann der Olympiazweite von 1976 und Europameister von 1978 die Bronzemedaille
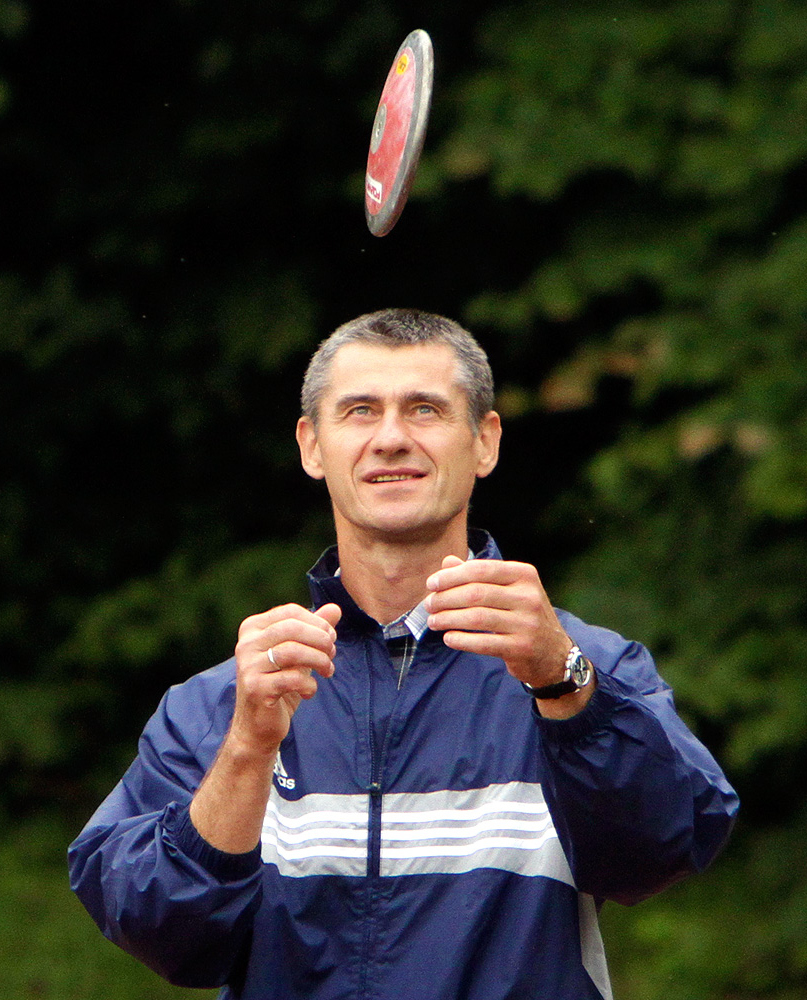
Der Olympiazweite von 1988 und Titelverteidiger Romas Ubartas belegte Rang fünf – 1992 wurde er Olympiasieger
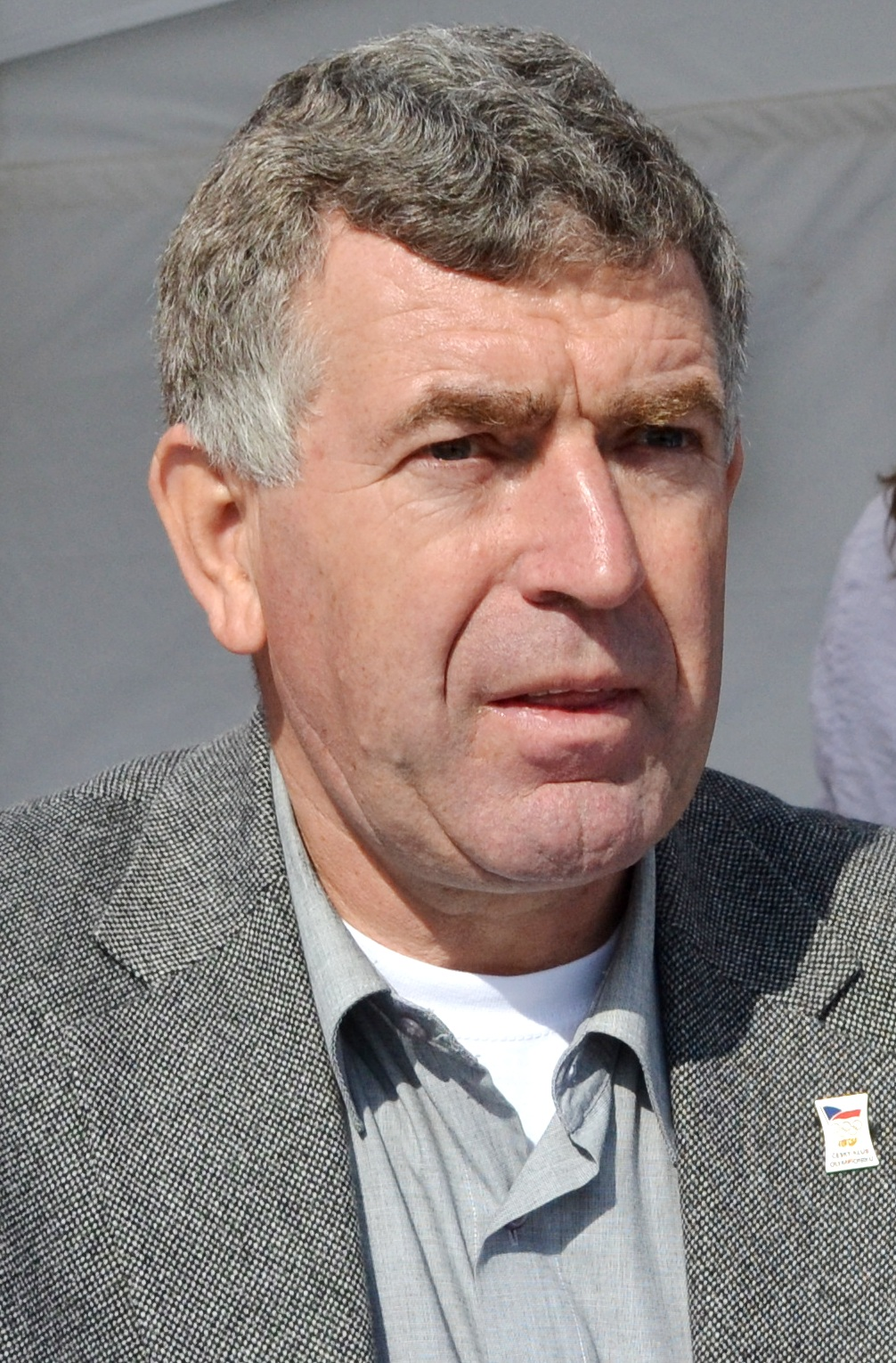
Imrich Bugár (hier im Jahr 2013), Europameister von 1982 und Weltmeister von 1983, wurde nach seinem achten Rang 1986 diesmal Siebter
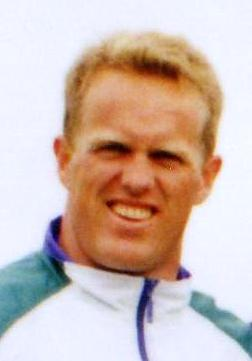
Vésteinn Hafsteinsson belegte in diesem Finale Rang zwölf

## Videolinks
- 1990 European Outdoor Championships Men's Discus Final, www.youtube.com, abgerufen am 23. Dezember 2022
- Discus Throw European Championships 1990, www.youtube.com, abgerufen am 23. Dezember 2022